# Trichaphodius therondi
Trichaphodius therondi är en skalbaggsart som beskrevs av Vladimir Balthasar 1963. Trichaphodius therondi ingår i släktet Trichaphodius och familjen Aphodiidae. Inga underarter finns listade i Catalogue of Life.